# Regina Trench Cemetery
Le   Regina Trench Cemetery (Cimetière militaire britannique Regina Trench ) est un cimetière militaire de la Première Guerre mondiale, situé sur le territoire de la commune de Grandcourt, dans le département de la Somme, au nord-est d'Amiens.

## Localisation
Ce cimetière est situé en plein champ, à 2 km au sud du village. On y accède par un chemin rural puis un petit sentier engazonné d'une vingtaine de mètres.

## Histoire

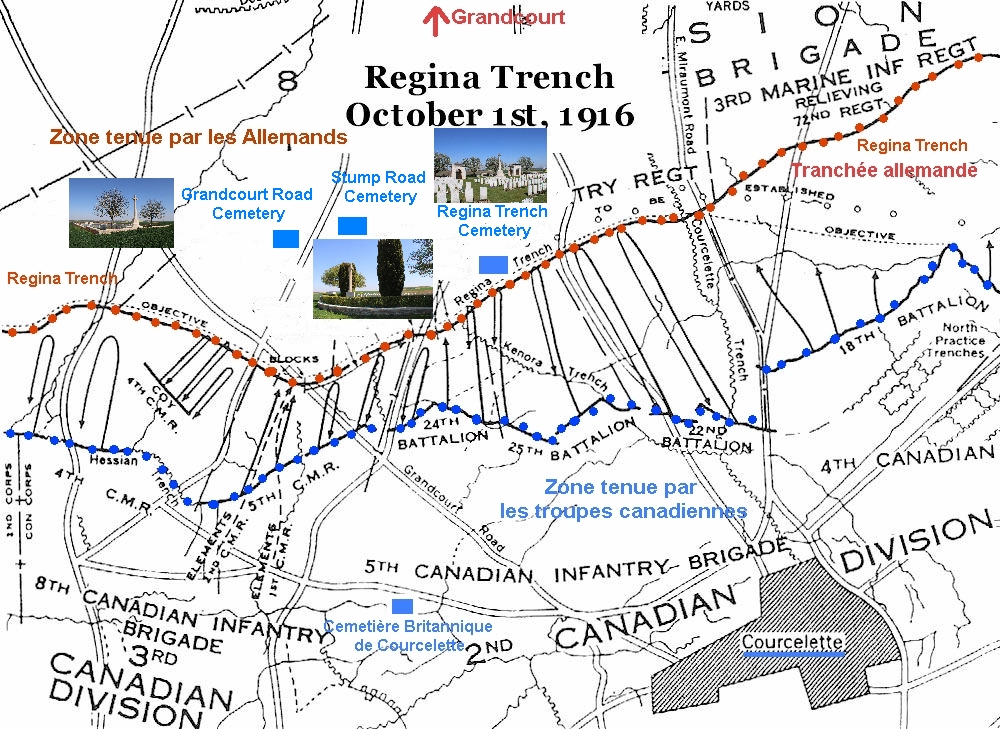
Carte de l'attaque du 1er octobre 1916. Le Regina Trench Cemetery est tout près du lieu de la tranchée.

Le 1er juillet 1916, premier jour de la bataille de la Somme, le village de Grandcourt est atteint par une partie de la 36e division (Ulster). Mais le secteur sera repris par les troupes allemandes et il faudra attendre le repli allemand sur la ligne Hindenburg, début février 1917, pour qu'il soit occupé par les troupes britanniques.  Regina Trench était une tranchée allemande très bien fortifiée. Prise un temps par la 5e brigade canadienne le 1er octobre 1916, elle fut le théâtre de violents combats et finalement dégagées par la 4e division canadienne le 11 novembre 1916. 
La partie originale du cimetière  a été faite à l'hiver 1916-1917. Le cimetière a été achevé après l'Armistice lorsque des sépultures ont été rapportées des champs de bataille de Courcelette, Grandcourt et Miraumont. La plupart des soldats reposant dans ce lieu ont été victimes des combats d'octobre 1916 à février 1917.  Le cimetière Regina Trench contient maintenant 2 279 sépultures et commémorations de la Première Guerre mondiale dont 1 077  ne sont pas identifiées. Un aviateur américain est également enterré dans le cimetière. Le cimetière a été conçu par Sir Herbert Baker.

## Galerie

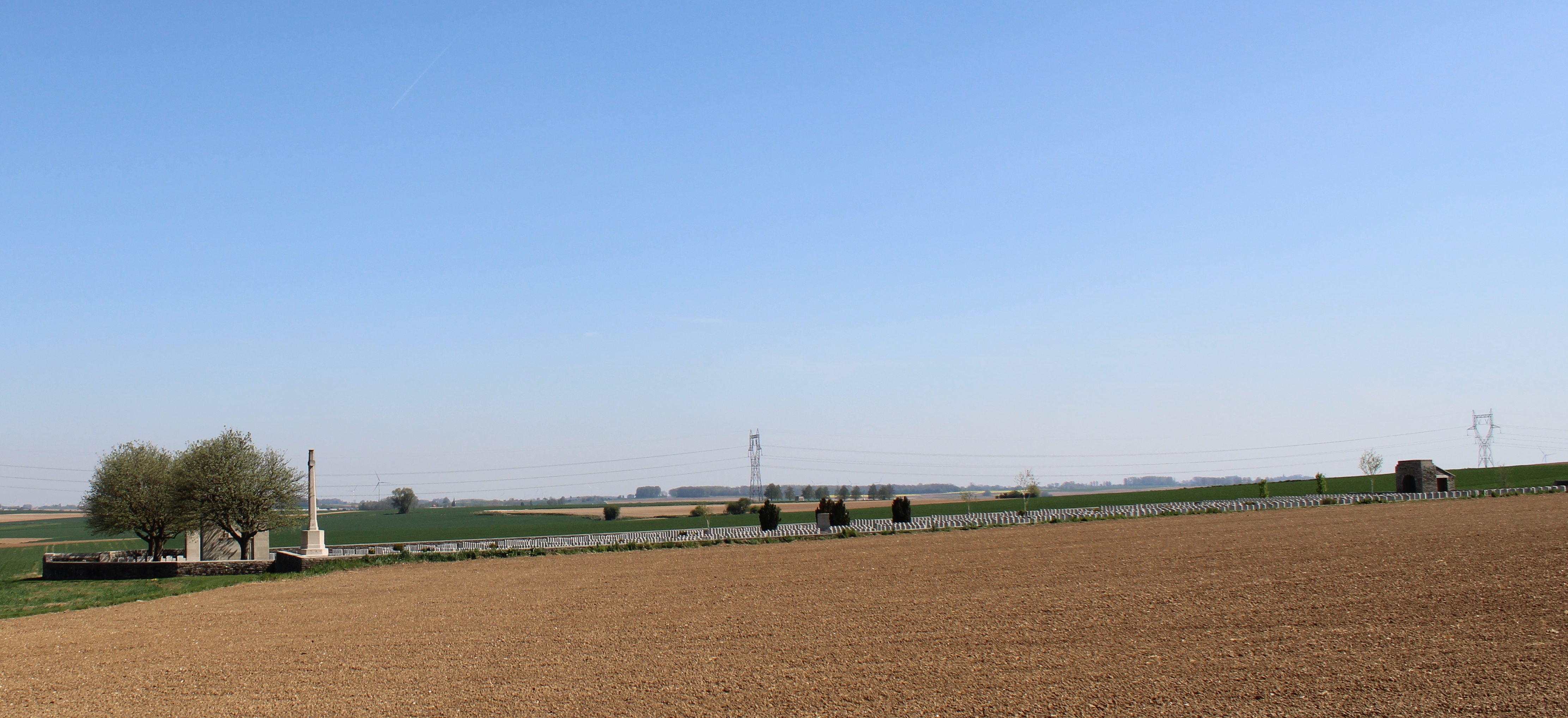
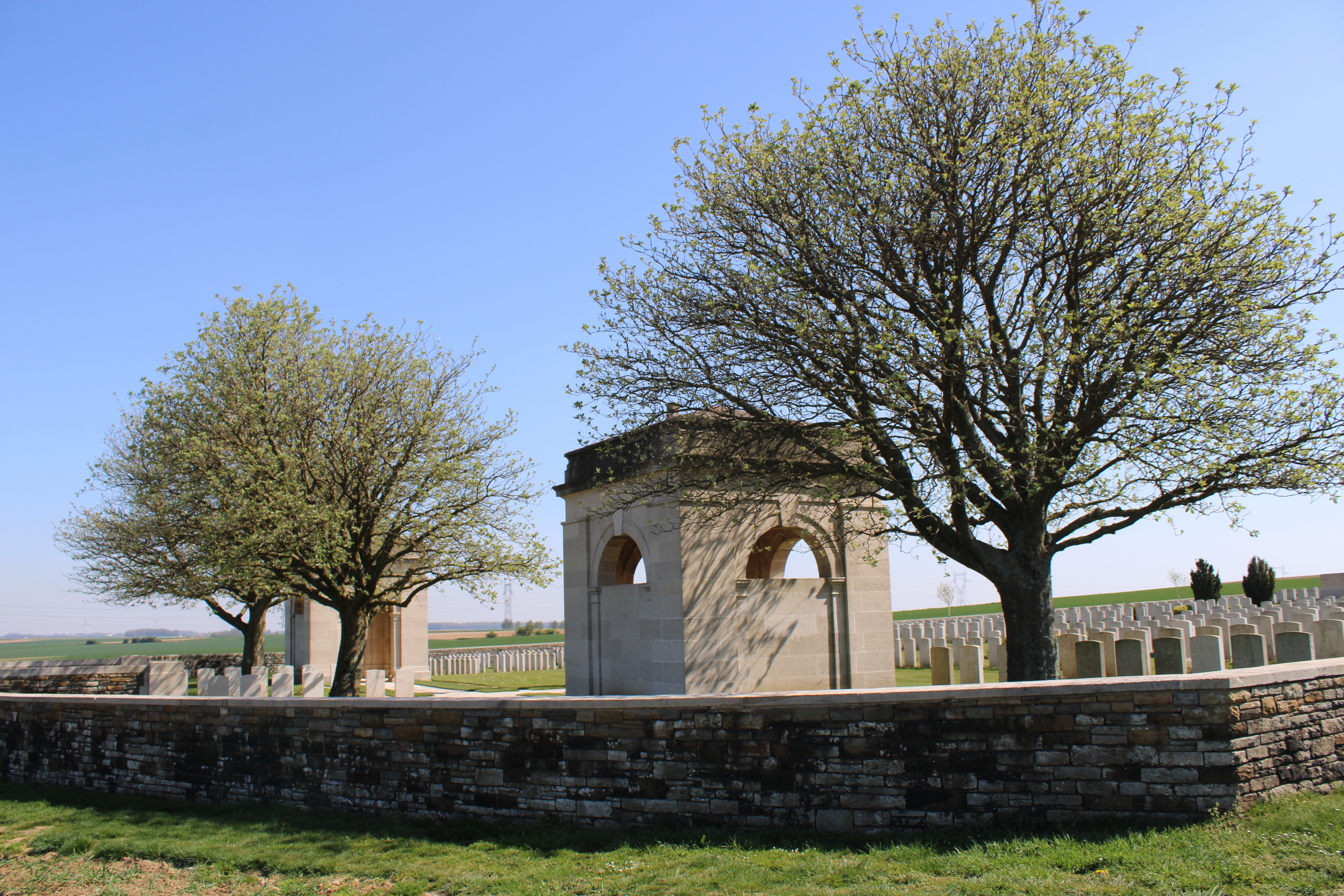
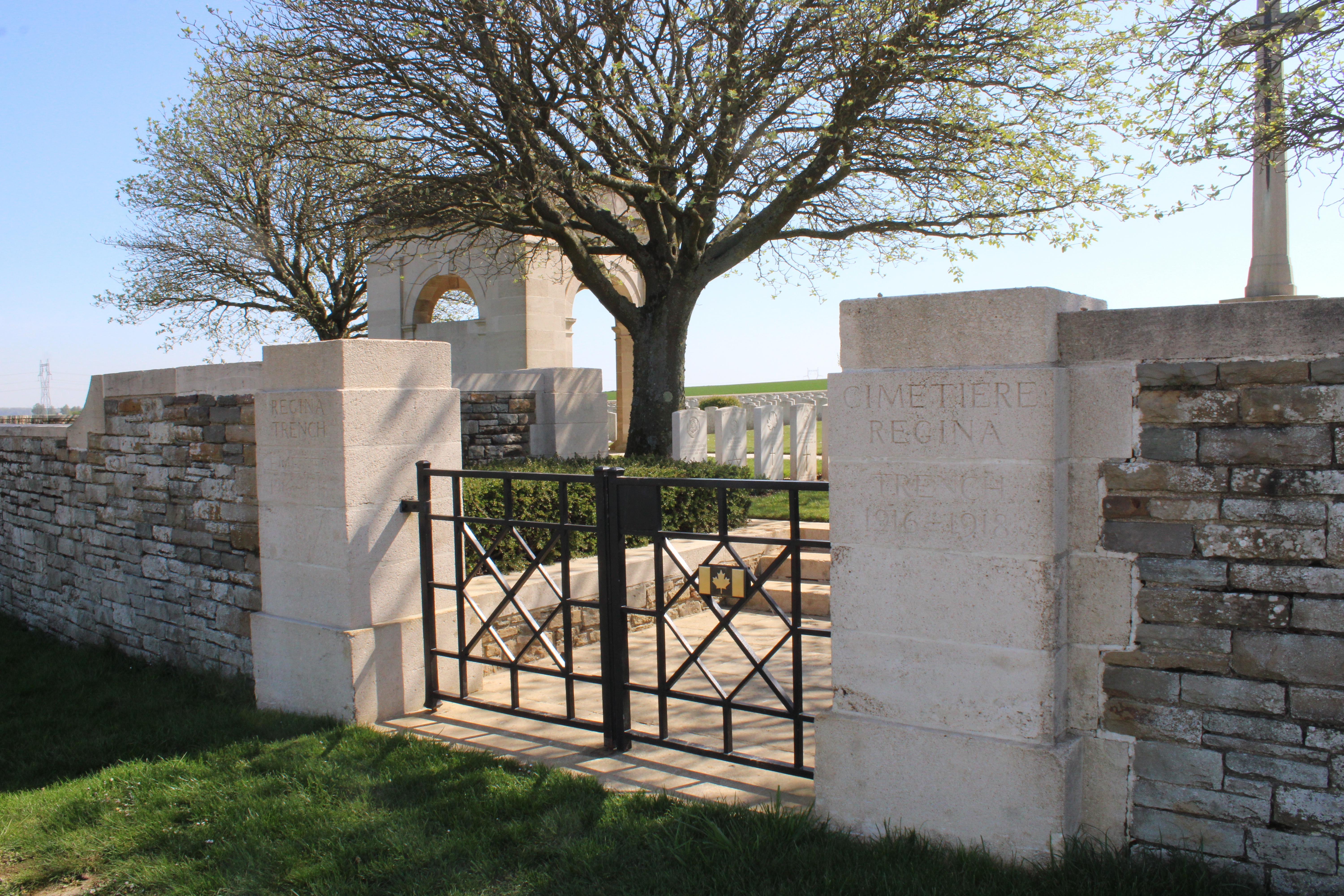
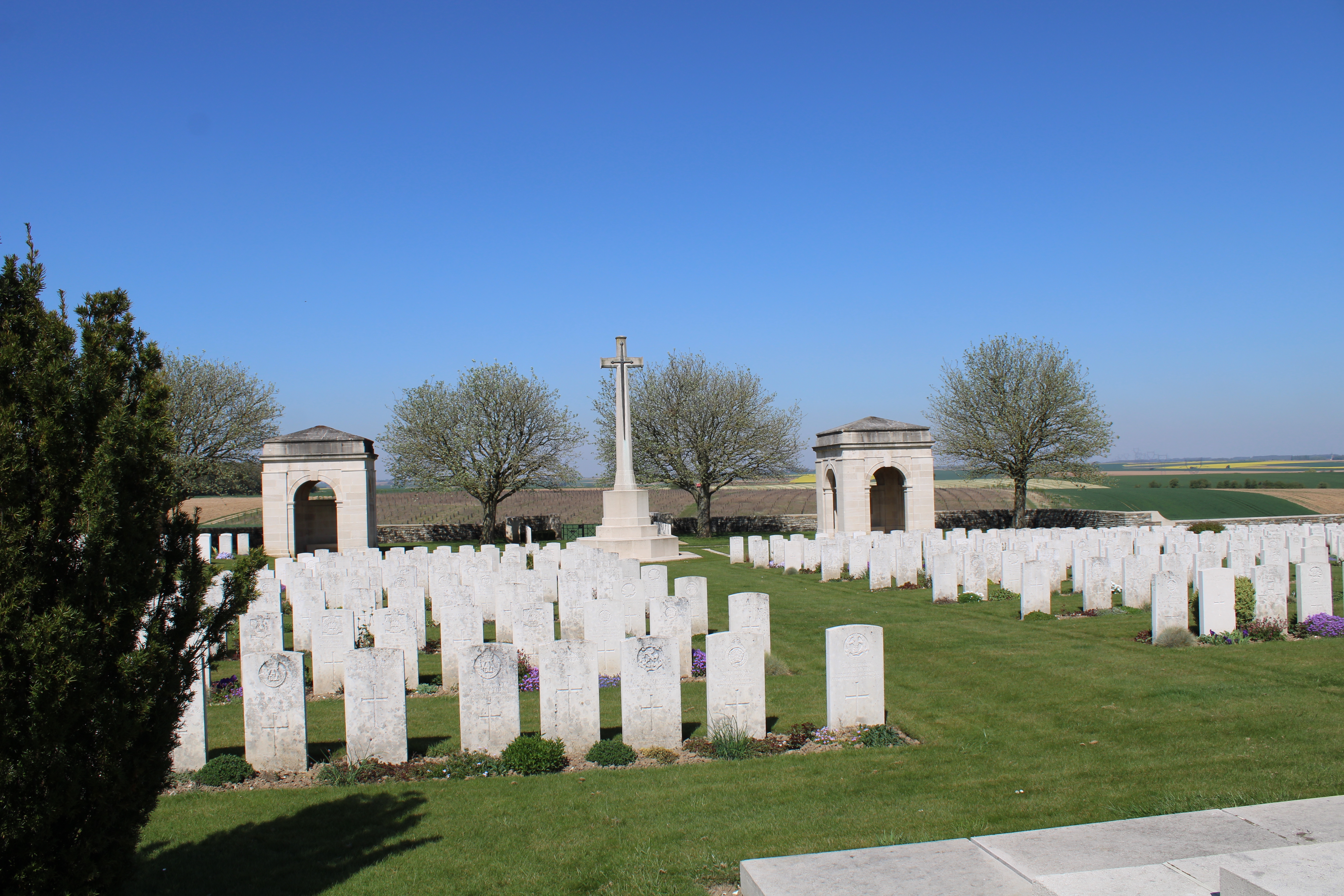
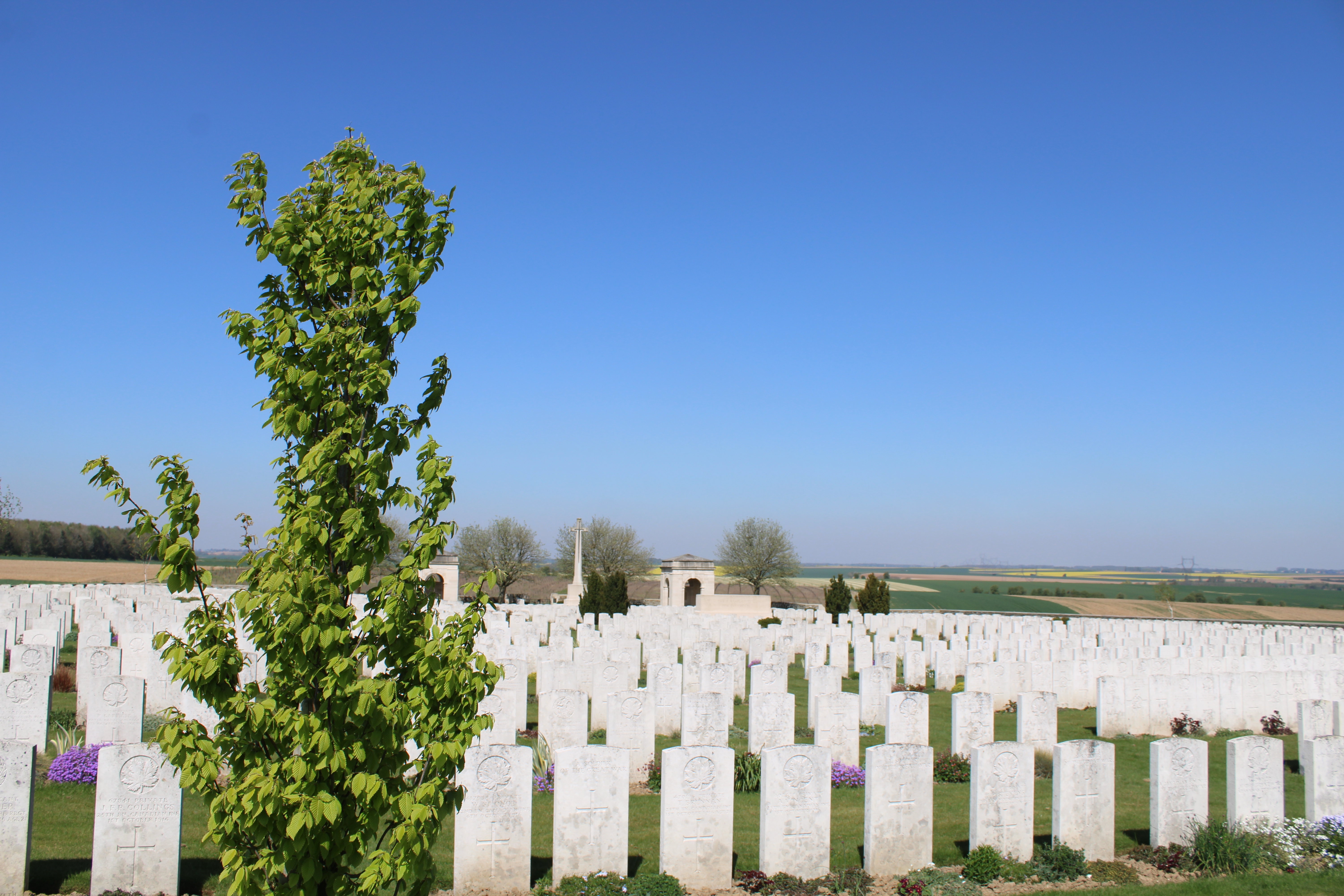
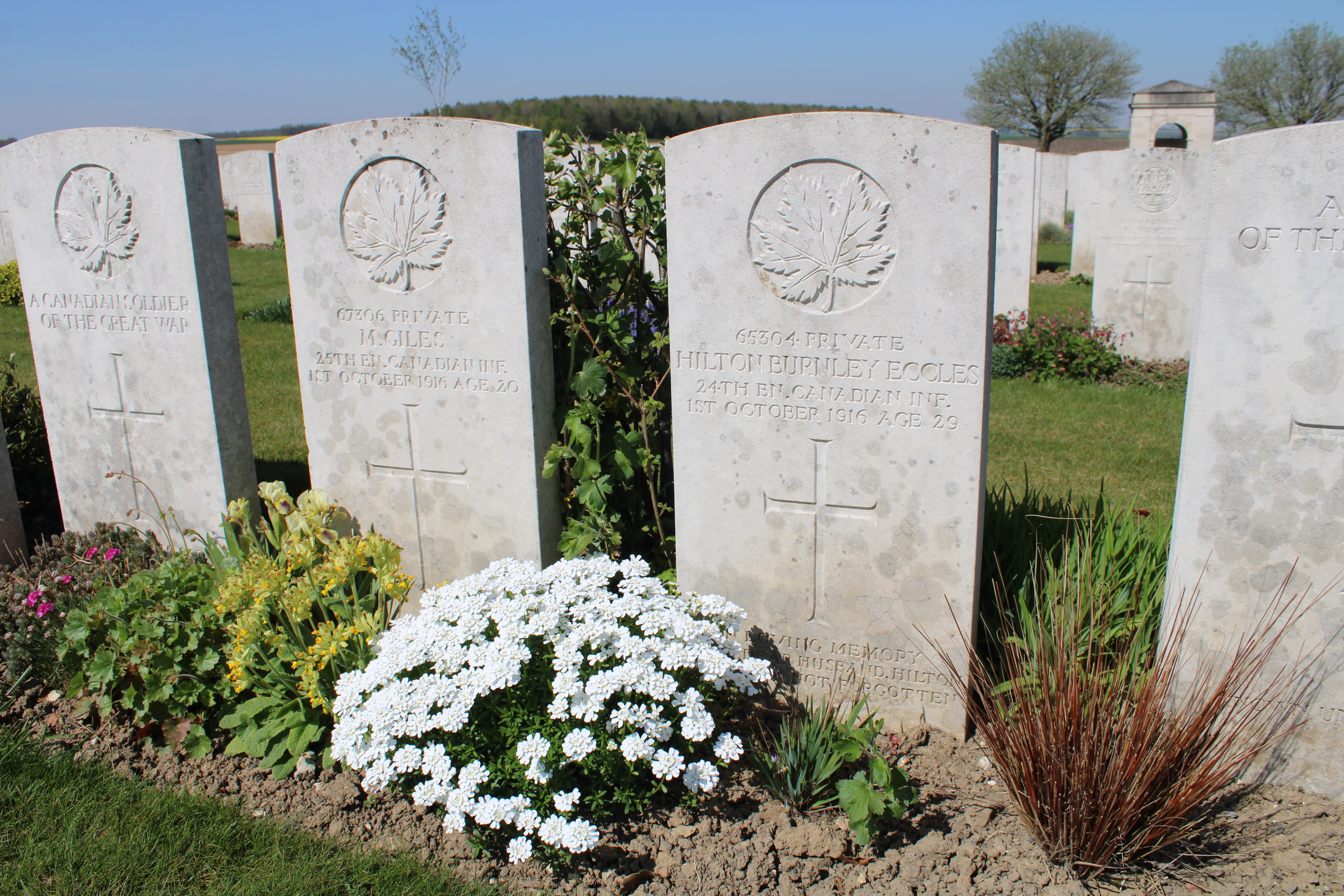

## Caractéristique
Ce cimetière a un plan rectangulaire de 50 m sur 50.

Il est clos d'un muret de  moellons.
Le cimetière a été conçu par Sir Herbert Baker.

## Sépultures
| Pays        | Sépultures |
| ----------- | ---------- |
| Royaume-Uni | 1680       |
| Australie   | 35         |
| Canada      | 564        |
| Total       | 2279       |